# Batalla d'Okhtirka
La batalla d'Okhtirka és un enfrontament militar, que va començar el 24 de febrer de 2022, durant la invasió russa d'Ucraïna de 2022, com a part de l'ofensiva de l'est d'Ucraïna.
L'exèrcit rus va intentar entrar en Okhtirka i la propera ciutat de Trostianets, però va fracassar diverses vegades.

## Batalla
El 24 de febrer, les forces russes van entrar en la província de Sumi, a prop de Sumi, Xostka i Okhtirka. Els combats van començar a les 7.30 als afores de la ciutat en direcció a Velíkaia Píssarevka. Les forces russes no van poder ocupar la ciutat, i es van retirar el sendemà, deixant tancs i equipament.
El 25 de febrer, míssils BM-27 Uragan van impactar en una escola a Okhtirka. Els dos míssils van matar a un guàrdia de seguretat i van ferir a dos xiquets i un mestre. També es va informar que un autobús civil va ser disparat per les forces russes prop de Okhtirka.
El 26 de febrer, dos periodistes danesos van resultar ferits quan el seu cotxe va ser disparat per forces desconegudes.
El 27 de bebrer, en la rodalia de Trostianets, les forces ucraïneses van eliminar els tancs russos que intentaven capturar la ciutat. El cap de hromada de la ciutat de Trostianets, Iuri Bova, va dir: «Russos, benvinguts a l'infern! (improperi) vosaltres, no Ucraïna! A Trostianets, i a tota Ucraïna! Guanyarem!».
El 28 de febrer, les forces russes van bombardejar i van destruir un dipòsit de petroli a Okhtirka. També més de 70 soldats ucraïnesos van morir quan una base militar a Okhtirka va ser colpejada per una bomba termobàrica russa, van dir els funcionaris locals.
El 3 de març, Jivitski va afirmar que un atac aeri rus a la central elèctrica i de calor combinada local havia tallat el subministrament d'electricitat i calefacció de la ciutat.
A primera hora del matí del 10 de març, Jivitski va declarar que Okhtirka estava sent constantment bombardejada, destruint la infraestructura de la ciutat incloent el sistema de clavegueram i la xarxa de subministrament d'aigua.
El 14 de març, Pavlò Kuzmenko, alcalde d'Okhtirka, va declarar que almenys tres civils havien mort en un atac aeri rus que va afectar una zona residencial.
El 26 de març, les forces russes es van retirar d'Okhtirka.